# Andreas Johansson Heinö
Erik Andreas Johansson Heinö, född 22 januari 1975, är en svensk statsvetare, bokförläggare och fristående kolumnist på Dagens Nyheter.
Johansson Heinö disputerade 2009 på avhandlingen Hur mycket mångfald tål demokratin? Demokratiska dilemman i ett mångkulturellt Sverige vid Göteborgs universitet. Därefter fortsatte han som forskare och lärare vid universitetet, men övergick snart till den marknadsliberala tankesmedjan Timbro, där han blev förläggare.